# 40e Grammy Awards
De 40e uitreiking van de jaarlijkse Grammy Awards vond plaats op 25 februari 1998 in Radio City Music Hall in New York. De uitreiking werd gepresenteerd door acteur Kelsey Grammer en uitgezonden door CBS.
Een opvallende winnaar was Bob Dylan, die drie keer in de prijzen viel. De meest prestigieuze Grammy voor hem, voor Album of the Year, kreeg hij voor het album Time Out of Mind. Het was pas zijn eerste Grammy in een van de hoofdcategorieën, nadat hij eerder al prijzen had gewonnen in de "mindere" categorieën beste folkplaat en beste rockuitvoering. (Weliswaar had hij in 1973 een Grammy gekregen als medewerker op het multi-artist album The Concert For Bangla Desh, maar dat betrof geen soloplaat). 
Behalve de Grammy voor Album of the Year won Dylan ook de categorieën Best Rock Vocal Performance en Best Contemporary Folk Album. In de rock-categorieën ging hij de concurrentie aan met zijn eigen zoon, Jakob Dylan: die won met zijn band The Wallflowers twee Grammy's voor het nummer One Headlight.
Twee andere artiesten wonnen drie Grammy Awards. De één was Alison Krauss, die met haar bluegrass-album So Long, So Wrong drie keer won, en de tweede was R. Kelly die drie onderscheidingen kreeg voor het nummer I Believe I Can Fly.
Tien artiesten wonnen twee keer, onder wie Erykah Badu, Puff Daddy, Sarah McLachlan en Shawn Colvin. De laatste was wellicht de grootste verrassing van de avond, want zij won twee van de "Big Four" categorieën, te weten Record of the Year en Song of the Year voor Sunny Came Home. Het nummer was in de VS een grote hit geweest maar had in Europa (inclusief Nederland) helemaal niets gedaan. Vandaar dat Colvin voor het Europese publiek vrijwel onbekend was (en is) toen zij haar twee Grammy's won. Eerder, in 1992, had ze al een Grammy gewonnen voor haar debuutalbum in de folk-categorie.
Naast Dylan en Colvin was het Paula Cole die de "Big Four" volmaakte, met haar overwinning in de categorie voor Best New Artist. Zij was in zeven categorieën genomineerd (inclusief voor beste producer, pas de derde vrouw die hiervoor genomineerd was), maar ze kon alleen de prijs voor beste nieuwkomer verzilveren.
Een paar bekende namen ontvingen voor het eerst, of voor het eerst in lange tijd, een Grammy: zo won Donna Summer voor het eerst sinds 1985 in de categorie Best Dance Recording (een nieuwe categorie in 1998). Zij is de enige artiest die Grammy's heeft gewonnen in de rock-, gospel-, dance- en R&B-categorieën.
James Taylor won voor het eerst in 20 jaar weer eens een Grammy met zijn album Hourglass. John Fogerty had met Creedence Clearwater Revival nog nooit een Grammy gewonnen, maar kreeg in 1998 eindelijk eentje voor Blue Moon Swamp voor beste rockalbum. En de man die de Grammy Awards jarenlang had gepresenteerd, maar er nog nooit een zélf had gewonnen, werd nu eindelijk onderscheiden: John Denver kreeg een Grammy voor beste kinderplaat. Denver maakte het zelf niet meer mee, want hij was in oktober 1997 omgekomen bij een vliegtuigongeluk.
De show, die in New York werd gehouden, was een redelijk succes. Twee keer werd het podium bestormd door een onverwachte gast: tijdens een optreden van Bob Dylan en tijdens de prijsuitreiking aan Shawn Colvin. Bij die laatste werd Shawn onderbroken door rapper Ol' Dirty Bastard van Wu-Tang Clan, die zich beklaagde dat zijn groep geen Grammy had gewonnen.
Een opmerkelijk optreden was er van Aretha Franklin. Zij verving op het laatste moment de ziek geworden Luciano Pavarotti, die zou optreden ter gelegenheid van de uitreiking van een Lifetime Achievement Award aan hem. Twintig minuten voor het optreden meldde hij zich ziek, waarna Aretha - die in de zaal zat - werd gevraagd om Nessun Dorma te zingen. Ze zei 'ja' en haar optreden werd enthousiast ontvangen.
Bob Dylan refereerde in zijn speech aan Buddy Holly: "Toen ik 16 of 17 was was ik bij een optreden van Buddy in Duluth. Tijdens het maken van dit album had ik het gevoel dat hij er constant bij was."

## Winnaars

### Algemeen
- Record of the Year
  - "Sunny Came Home" - Shawn Colvin (artiest), John Leventhal (producer)
- Album of the Year
  - "Time Out of Mind" - Bob Dylan (artiest), Daniel Lanois (producer)
- Song of the Year
  - John Leventhal & Shawn Colvin (componisten) voor Sunny Came Home, uitvoerende: Shawn Colvin
- Best New Artist
  - Paula Cole

### Pop
- Best Pop Vocal Performance (zangeres)
  - "Building a Mystery" - Sarah McLachlan
- Best Pop Vocal Performance (zanger)
  - "Candle in the Wind '97" - Elton John
- Best Pop Vocal Performance (duo/groep)
  - "Virtual Insanity" - Jamiroquai
- Best Pop Collaboration with Vocals (gelegenheidsduo/eenmalige samenwerking)
  - "Don't Look Back" - Van Morrison & John Lee Hooker
- Best Pop Instrumental Performance
  - "Last Dance" - Sarah McLachlan
- Best Dance Recording
  - "Carry On" - Donna Summer (artiest), Giorgio Moroder (producer)
- Best Pop Album
  - "Hourglass" - James Taylor (artiest), James Taylor & Frank Filipetti (producers)

### Country
- Best Country Vocal Performance (zangers)
  - "How Do I Live" - Trisha Yearwood
- Best Country Vocal Performance (zanger)
  - "Pretty Little Adriana" - Vince Gill
- Best Country Vocal Performance (duo/groep)
  - "Looking In The Eyes of Love" - Alison Krauss & Union Station
- Best Country Collaboration (beste eenmalige samenwerking)
  - "In Another's Eyes" - Garth Brooks & Trisha Yearwood
- Best Country Instrumental Performance
  - "Little Liza Jane" - Alison Krauss & Union Station
- Best Country Song
  - Bob Carlisle & Randy Thomas (componisten) voor Butterfly Kisses, uitvoerende: Bob Carlisle
- Best Country Album
  - "Unchained" - Johnny Cash (artiest), Rick Rubin (producer)
- Best Bluegrass Album
  - "So Long So Wrong" - Alison Krauss & Union Station

### R&B
- Best R&B Vocal Performance (zangeres)
  - "On & On" - Erykah Badu
- Best R&B Vocal Performance (zanger)
  - "I Believe I Can Fly" - R. Kelly
- Best R&B Vocal Performance (duo/groep)
  - "No diggity" - Blackstreet
- Best R&B Song
  - R. Kelly (componist) voor I Believe I Can Fly, uitvoerende: R. Kelly
- Best R&B Album
  - "Baduizm" - Erykah Badu

### Rap
- Best Rap Solo Performance (solist)
  - "Men in Black" - Will Smith
- Best Rap Duo/Groep Performance (duo/groep)
  - "I'll Be Missing You" - Puff Daddy, Faith Evans & 112
- Best Rap Album
  - "No Way Out" - Puff Daddy & The Family (artiesten), Puff Daddy & Stevie J. (producers)

### Rock
- Best Rock Vocal Performance (zangeres)
  - "Criminal" - Fiona Apple
- Best Rock Vocal Performance (zanger)
  - "Cold Irons Bound" - Bob Dylan
- Best Rock Vocal Performance (duo/groep)
  - "One Headlight" - The Wallflowers
- Best Rock Instrumental Performance
  - "Block Rockin' Beats" - Chemical Brothers
- Best Hard Rock Performance
  - "The End is the Beginning is the End" - Smashing Pumpkins
- Best Metal Performance
  - "Aenema" - Tool
- Best Rock Song
  - Jakob Dylan (componist) voor One Headlight, uitvoerenden: The Wallflowers
- Best Rock Album
  - "Blue Moon Swamp" - John Fogerty

### Traditional Pop
- Best Traditional Pop Vocal Performance
  - "On Holiday" - Tony Bennett

### Alternative
- Best Alternative Music Performance
  - "OK Computer" - Radiohead

### Blues
- Best Traditional Blues Album
  - "Don't Look Back" - John Lee Hooker
- Best Contemporary Blues Album
  - "Senor Blues" - Taj Mahal

### Folk
- Best Traditional Folk Album
  - "L'Amour ou La Folie" - BeauSoleil
- Best Contemporary Folk Album
  - "Time Out of Mind" - Bob Dylan

### Polka
- Best Polka Album
  - "Living on Polka Time" - Jimmy Sturr

### Latin
- Best Latin Pop Performance
  - "Romances" - Luis Miguel
- Best Tropical Latin Performance
  - "Buena Vista Social Club" - Ry Cooder
- Best Mexican-American/Tejano Music Performance
  - "En Tus Manos" - La Mafia
- Best Latin Rock/Alternative Music Performance
  - "Fabulosos Calavera" - Los Fabulosos Cadillacs

### Reggae
- Best Reggae Album
  - "Fallen is Babylon" - Ziggy Marley & The Melody Makers

### Gospel
- Best Pop/Contemporary Gospel Album
  - "Much Afraid" - Jars of Clay
- Best Rock Gospel Album
  - "Welcome to the Freak Show: DC Talk Live in Concert" - dc Talk
- Best Traditional Soul Gospel Album
  - "I Couldn't Hear Nobody Pray" - The Fairfield Four
- Best Contemporary Soul Gospel Album
  - "Brothers" - Take 6
- Best Southern, Country or Bluegrass Gospel Album
  - "Amazing Grace 2: A Country Salute to Gospel" - Peter York (producer/samensteller), diverse uitvoerenden
- Best Gospel Choir or Chorus Album (koor)
  - "God's Property From Kirk Franklin's Nu Nation" - Kirk Franklin, Myron Butler & Robert Searight II (koorleiders) (uitvoerende: God's Property)

### Jazz
- Best Jazz Instrumental Solo
  - "Stardust" - Doc Cheatham & Nicholas Payton
- Best Jazz Instrumental Performance (solist/groep)
  - "Beyond the Missouri Sky" - Charlie Haden & Pat Metheny
- Best Large Jazz Ensemble Performance (big band)
  - "Joe Henderson Big Band" - Joe Henderson
- Best Jazz Vocal Performance
  - "Dear Ella" - Dee Dee Bridgewater
- Best Contemporary Jazz Performance
  - "Into the Sun" - Randy Brecker
- Best Latin Jazz Performance
  - "Habana" - Roy Hargrove's Crisol

### New Age
- Best New Age Album
  - "Oracle" - Michael Hedges

### Wereldmuziek
- Best World Music Album
  - "Nascimento" - Milton Nascimento

### Klassieke muziek
Vetgedrukte namen ontvingen een Grammy. Overige uitvoerenden, zoals orkesten, solisten e.d., die niet in aanmerking kwamen voor een Grammy, staan in kleine letters vermeld.
- Best Orchestral Performance
  - "Berlioz: Symphonie Fantastique; Tristia" - Pierre Boulez
  - Cleveland Orchestra, orkest
- Best Classical Vocal Performance
  - "An Italian Songbook (Bellini, Donizetti, Rossini)" - Cecilia Bartoli
- Best Opera Recording
  - "Wagner: Die Meistersinger von Nürnberg" - Georg Solti (dirigent); Alan Opie, Ben Heppner, Herbert Lippert, Iris Vermillion, José van Dam, Karita Mattila & Rene Pape (solisten); Michael Woolcock (producer)
  - Chicago Symphony Orchestra, orkest
- Best Choral Performance (koor)
  - "Adams: Harmonium/Rachmaninoff: The Bells" - Robert Shaw (dirigent)
  - Atlanta Symphony Orchestra & Chorus, koor & orkest
- Best Instrumental Soloist Performance (beste instrumentale solist met orkestbegeleiding)
  - "Premieres - Cello Concertos" - Yo Yo Ma (solist), David Zinman (dirigent)
  - The Philadelphia Orchestra, orkest
- Best Instrumental Soloist Performance (beste instrumentale solist zonder orkestbegeleiding)
  - "Bach: Suites for Solo Cello nos. 1-6" - János Starker (solist)
- Best Small Ensemble Performance
  - "Hindemith: Kammermusik No. 1 With Finale 1921, Op. 24 No. 1" - Claudio Abbado (dirigent)
  - Berliner Philharmoniker, orkest
- Best Chamber Music Performance (kamermuziek)
  - "Beethoven: The String Quartets" - Emerson String Quartet
- Best Classical Contemporary Composition
  - John Adams (componist) voor Adams: El Dorado
  - The Hallé Orchestra o.l.v. Kent Nagano
- Best Classical Album
  - "Premieres - Cello Concertos" - Yo Yo Ma (solist), David Zinman (dirigent), Steven Epstein (producer)
  - The Philadelphia Orchestra, orkest

### Composing & Arranging (composities & arrangementen)
- Best Instrumental Composition
  - Wayne Shorter (componist) voor Aung San Suu Kyi, uitvoerenden: Herbie Hancock & Wayner Shorter
- Best Song Written Specifically for a Motion Picture or Television (beste nummer uit een tv- of filmsoundtrack)
  - "I Believe I Can Fly" - R. Kelly
- Best Instrumental Composition Written for a Motion Picture or Television (beste compositie uit een tv- of filmsoundtrack)
  - Gabriel Yared (componist) voor The English Patient
- Best Instrumental Arrangement
  - Bill Holman (arrangeur) voor Straight, No Chaser, uitvoerenden: Bill Holman Band
- Best Instrumental Arrangement Accompanying Vocal(s) (beste instrumentale arrangement voor een nummer met zang)
  - Slide Hampton (arrangeur) voor Cotton Tail, uitvoerende: Dee Dee Bridgewater

### Kinderrepertoire
- Best Musical Album for Children
  - "All Aboard!" - John Denver (artiest), Kris O'Connor & Roger Nichols (producers)
- Best Spoken Word Album for Children
  - Winnie-the-Pooh" - Charles Kuralt (artiest), John McElroy (producer)

### Musical
- Best Musical Show Album
  - "Chicago - The Musical" - Jay David Saks (producer)(uitvoerenden o.a. Ann Reinking, Bebe Neuwirth, James Naughton & Joel Grey)

### Hoezen
- Best Recording Package (beste hoesontwerp)
  - Al Quattrocchi, Hugh Brown & Jeff Smith (ontwerpers) voor Titanic - Music as Heard on the Fateful Voyage (Diverse uitvoerenden)
- Best Recording Package - Boxed (beste ontwerp van een box set)
  - David Gorman, Hugh Brown & Rachel Gutek (ontwerpers) voor Beg, Scream and Shout! The Big Ol' Box of '60s Soul (diverse uitvoerenden)
- Best Album Notes (hoestekst)
  - Chuck Pirtle, Eric von Schmidt, Jeff Place, John Fahey, Jon Pankake, Kip Lornell, Luc Sante, Luis Kemnitzer, Neil V. Rosenberg & Peter Stampfel (schrijvers) voor Anthology of American Folk Music (1997 Edition Expanded) (diverse uitvoerenden)

### Production & Engineering (Productie & techniek)
- Best Engineered Album, Non-Classical (Beste techniek op een niet-klassiek album)
  - Frank Filipetti (technicus) voor Hourglass, uitvoerende: James Taylor
- Best Engineered Album, Classical (Beste techniek op een klassiek album)
  - Michael J. Bishop & Jack Renner (technici) voor Copland: The Music of America (Fanfare for the Common Man, Rodeo, e.a.), uitvoerenden: Cincinnati Pops Orchestra o.l.v. Eric Kunzel
- Producer of the Year, Non-Classical
  - Babyface
- Producer of the Year, Classical
  - Steven Epstein
- Remixer of the Year
  - Frankie Knuckles

### Gesproken Woord
- Best Spoken Word Album
  - "Spring" - Charles Kuralt (artiest), John McElroy (producer)
- Best Spoken Comedy Album
  - "Roll With the New" - Chris Rock

### Historisch
- Best Historical Album
  - "Anthology of American Folk Music - 1997 Expanded Edition" - Amy Horowitz, Jeff Place & Pete Reiniger (producers), Charlie Pilzer & David Glasser (technici)

### Video
- Best Short Form Music Video (videoclip)
  - Got 'Till It's Gone" - Janet Jackson (artiest), Mark Romanek (regie), Aris McGarry (producer)
- Best Long Form Music Video (lange video, b.v. documentaire, concertverslag, etc.)
  - "Jagged Little Pill - Live" - Alanis Morissette (artiest), Steve Purcell (regie), David May & Glenn Ballard (producers)